# Dolní Sokolovec
Dolní Sokolovec (en allemand : Unter Sokolowetz) est une commune du district de Havlíčkův Brod, dans la région de Vysočina, en Tchéquie. Sa population s'élevait à 85 habitants en 2020.

## Géographie
Dolní Sokolovec se trouve à 4 km à l'est-nord-est de Chotěboř, à 17 km à l'est-nord-est de Havlíčkův Brod, à 38 km au nord-nord-est de Jihlava et à 100 km à l'est-sud-est de Prague.
La commune est limitée par Libice nad Doubravou au nord, par Bezděkov à l'est, par Malochyně, un quartier exclavé de Libice nad Doubravou, au sud-est, et par Chotěboř au sud et à l'ouest.

## Histoire
La première mention écrite de la localité date de 1454.

## Administration
La commune se compose de deux quartiers :
- Dolní Sokolovec
- Horní Sokolovec